# Costituzione di Nauru
La costituzione della Repubblica di Nauru fu adottata il giorno dell'indipendenza nazionale, il 31 gennaio 1968.
Nel 2007 vi fu un acceso dibattito sulla possibilità di modificare alcune parti del testo, per evitare le frequenti crisi di governo. Si parlò in particolare di rendere la carica di Presidente di Nauru elettiva a suffragio universale diretto, in luogo del corrente sistema, in cui il presidente è eletto dal parlamento di Nauru. In effetti, le crisi istituzionali su Nauru sono frequentissime: governi e presidenti spesso non durano in carica neanche un anno (ad esempio Bernard Dowiyogo, che fu presidente per sette mandati, fino alla morte avvenuta nel 2003).

## Struttura
La costituzione di Nauru si divide in 11 parti:
Parte I (Artt.1-2) - Introduzione

Parte II (Artt. 3-15) - Diritti e libertà fondamentali

Parte III (Artt. 16-25) - Presidente ed esecutivo

Parte IV (Artt. 26-47) - Legiferazione

Parte V (Artt. 48-57) - Giustizia

Parte VI (Artt. 58-67) - Finanza

Parte VII (Artt. 68-70) - Servizi pubblici

Parte VIII (Artt. 71-76) - Cittadinanza

Parte IX (Artt. 77-79) - Poteri in stato di emergenza

Parte X (Artt. 80-84) - Disposizioni generali

Parte XI (Artt. 85-100) - Disposizioni transitorie